# Nepal Juniors
Das Nepal Juniors (auch Nepal Junior International genannt) ist im Badminton die offene internationale Meisterschaft von Nepal für Junioren und damit das bedeutendste internationale Juniorenturnier in Nepal. Es wurde erstmals im Januar 2020 ausgetragen.

## Die Sieger
| Saison    | Herreneinzel      | Dameneinzel       | Herrendoppel                    | Damendoppel                      | Mixed                       |
| --------- | ----------------- | ----------------- | ------------------------------- | -------------------------------- | --------------------------- |
| 2020      | Meiraba Luwang    | Tasnim Mir        | Murugappa K. S. Sania Sikkandar | R. Vikash Prabhu Arun Karthik K. | Gnanadha K. Sania Sikkandar |
| 2021 2023 | nicht ausgetragen | nicht ausgetragen | nicht ausgetragen               | nicht ausgetragen                | nicht ausgetragen           |
| 2024      | Suryaksh Rawat    | Parul Choudhary   | Bhavya Chhabra Param Choudhary  | Aanya Bisht Angel Punera         | Bhavya Chhabra Angel Punera |